# Кузин, Сергей Павлович (футболист)
Николай Григорьевич Макаров (1912, Спирово, Подольский район — 1987) — советский футболист.
Выступал за московские клубы «Серп и Молот» / «Металлург» (1936—1940), «Профсоюзы-2», «Торпедо» (1941—1946), ВВС (1947). Играл в группе II за «Дзержинец» Челябинск (1947), «Торпедо» Горький (1948—1949), в первенстве КФК за «Красное Знамя» Павловский Посад (1952).
В чемпионате СССР в 1937—1947 годах провёл 79 игр, забил 23 гола (также в аннулированном чемпионате-41 — 10 игр, 2 гола).